# Geremia Dressellio
Geremia Dressellio, noto anche come Dresselio, Dreselio, Jeremias Drexelius, Drexelio, Drexel, Drechsel (Augusta, 15 agosto 1581 – Monaco di Baviera, 19 aprile 1638), è stato un gesuita, predicatore e scrittore tedesco.

## Biografia
Il padre era un sarto e un musico luterano e lo lasciò orfano a soli tre anni (morì nel 1584). Geremia diventò presto cattolico ed entrò a far parte della Compagnia di Gesù il 27 luglio 1598 dopo aver completato i suoi studi presso il ginnasio gesuita della città natale del padre, Landsberg. Studiò quindi filosofia e teologia a Ingolstadt, fu ordinato sacerdote nel 1610 a Eichstätt. Fu insegnante di umanità e retorica nei collegi di Augusta, Dillingen e Monaco.

## Attività
Per 23 anni, dal 1615 fino alla morte, fu il predicatore di corte del Principe elettore Massimiliano I di Wittelsbach (1597-1651) Duca di Baviera e di sua moglie Elisabetta di Lorena (1574–1636), a Monaco. Gli succedette il gesuita Jacob Balde (1604-1668).
Scrisse anche una biografia del Principe elettore Massimiliano I, che fu l'unica sua opera scritta in tedesco. I suoi libri, a cominciare dal titolo, sono ricchi di simboli e di raffigurazioni simboliche che danno una sintesi significativa del testo. Sono libri pregni del fervore barocco della sua predicazione, che ebbero una immensa popolarità e furono tradotti dal latino in molte lingue europee.
Fu lo scrittore ascetico più significativo del suo tempo. Le sue opere ebbero una vastissima diffusione e anche nei circoli evangelici esse trovarono approvazione e buon accoglimento.
Morì a Monaco di Baviera il 19 aprile 1638.

## Opere
- Heliotropio o Conformare la volontà umana a quella Divina, cinque volumi edito nel 1627
- Noè il fabbricator dell'arca e governator in quella nel tempo del diluvio, per il Mascardi. In Roma 1644
- Della retta intentione ch'è la regola di tutte l'attioni humane. Volgarizzata dal P. Lodovico Flori. In Roma 1645 - altre edizioni: Monaco 1626, 1636, Colonia 1629, 1631
- Considerationes de aeternitate Monaco 1620, di cui ci furono nove edizioni; in aggiunta a queste, Leyser stampò 3200 copie in latino e 4200 in tedesco. Fu anche tradotto in inglese (Cambridge 1632; Oxford, 1661; Londra, 1710 e 1844) e in polacco, francese e italiano
- Zodiacus Christianus o I dodici segni della Predestinazione Monaco 1622 illustrato dal Sadeler, altra edizione 1632 Londra 1647 nel 1642 otto edizioni furono già stampate e fu tradotto in diverse lingue europee
- The Christian Zodiac, John Coustourier, Rouen 1633, 2ª ediz. 1647
- L'orologio dell'Angelo custode fu edito la prima volta a Monaco, 1622, e raggiunse le sette edizioni in venti anni; fu anche tradotto estensivamente
- Nicetas seu Triumphata conscientia (Monaco 1624, Colonia 1628) fu dedicato al sodalizio di una dozzina o più di città che egli richiamò nel titolo. Apud Ioannem Bogardvm, 1624
- Nicetas or the Triumph over Incontinencie, 1633 Rouen
- Trismegistus, 1624 Monaco
- Death the Messenger of Eternity, 1627
- Orbis Phaëton, hoc est de universis vitiis Linguae, tre volumi illustrata dal Sadeler. Colonia 1629 - Colonia 1634 C. da Egmond
- Tugendtspregel oder Klainodtschatz" Monaco 1636 la sola opera che scrisse in tedesco
- Certamen Poeticum
- Rosae selectissimarum virtutum
- Rhetorica Coelestis
- Gazophylacium[1] Christi
- Res bellicæ expeditionis Maximiliani, 1620, e odi e sermoni simili
- Deliciae gentis humanae, 1638
- Amussis
- The Considerations of Drexelius upon Eternitie. Edizioni Nicholas Alsop 1632, 1636, 1658, 1661, 1672, 1694

### Opere stampate da Hermann Scheus all'insegna della Regina in Roma

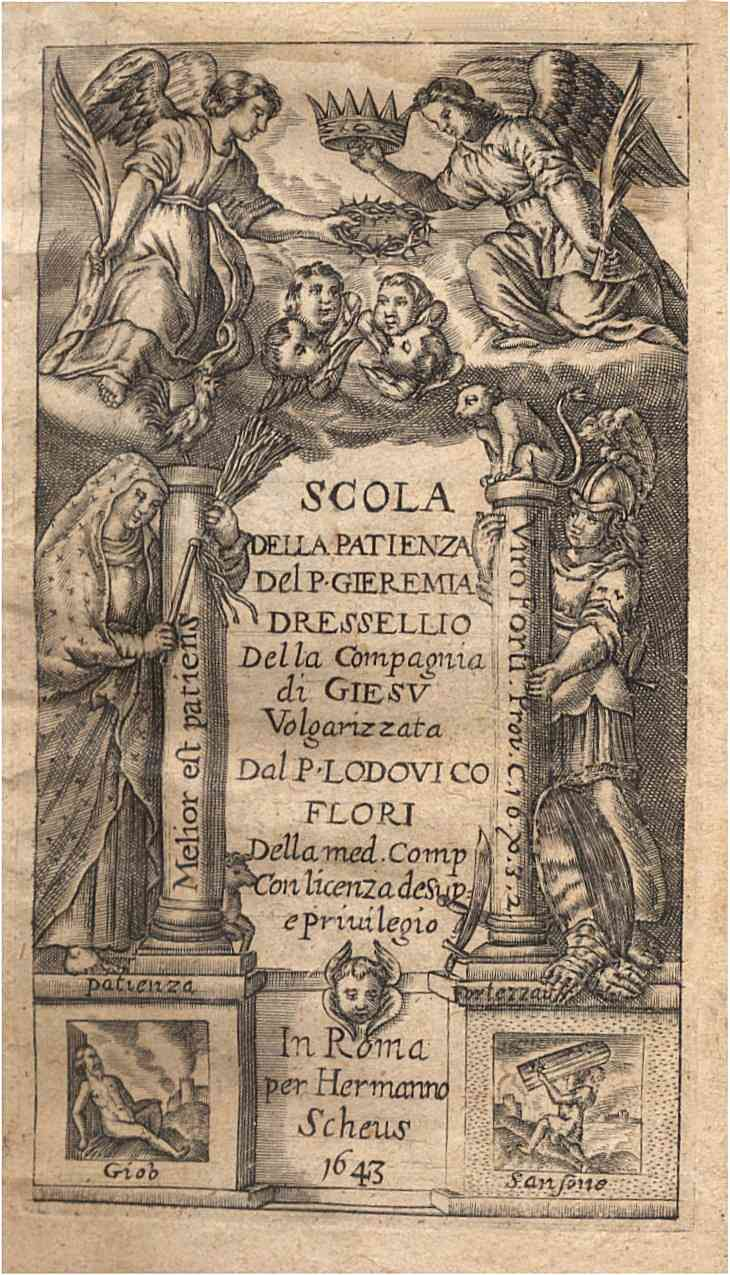
Scola della Patienza
volgarizzata dal p. Lodovico Flori
in Roma per Hermann Scheus 1643

- Faetonte del mondo cioè Le universali rovine della lingua parte prima - Roma 1644-1646
- Il foriero dell'eternità, messaggiero della morte. Il quale vien messo innanzi a i sani, infermi, e moribondi. Tradotto di latino in italiano dal p. Lodovico Flori - Roma 1642
- Il tribunale di Christo, ovvero Il segreto, e particolar giuditio, che si fa nella morte di ciascun'huomo. Tradotto di latino in italiano. Dal p. Lodovico Flori della medesima compagnia. Parte quarta dell'Eternità. - Roma 1643
- Il Trismegisto christiano ovvero Tre sorti di culto della conscienza de santi del corpo. Volgarizzata dal sig. Giovanni Spada nobile lucchese. - Roma 1643
- Gymnasium Patientae volgarizzata come Scola della Patienza dal P. Lodovico Flori. Edita da Hermanno Scheus Roma 1643 con imprimatur di Urbano VIII del 26 aprile 1641[2][3]
- Noe il fabricator dell'arca e governator in quella nel tempo del diluvio descritto, e moralizzato. Volgarizzato dal p. Lodovico Flori. - Roma 1644
- Il cielo città de beati parte 3. dell'Eternità. Volgarizzata dal P. Vincenzo Finochiari. - Roma 1645
- Il Daniello prencipe de profeti descritto e arrichito con moralità. Volgarizzato dal P. Domenico Magri maltese [4] - Roma 1645
- Della retta intentione ch'è la regola di tutte l'attioni humane. Tradotta di latino in italiano dal p. Lodovico Flori - Roma 1645
- Il Niceta ovvero il Trionfo della castità. Volgarizzata dal P. Vincenzo Finochiari della medesima Comp.a. - Roma 1645